# It's the Falling in Love
 (juin 2018).
Si vous disposez d'ouvrages ou d'articles de référence ou si vous connaissez des sites web de qualité traitant du thème abordé ici, merci de compléter l'article en donnant les références utiles à sa vérifiabilité et en les liant à la section « Notes et références ».
Pistes de Off the Wall
I Can't Help It
(8) Burn This Disco Out
(10)
It's the Falling in Love est une chanson de Michael Jackson tirée de son album Off the Wall sorti en 1979. Il interprète cette chanson en duo avec Patti Austin. La chanson est écrite par Carole Bayer Sager et David Foster et produite par Quincy Jones.

## Reprises
En décembre 1978, la première version est sur l'album de l'autrice, Carole Bayer Sager. 
En 1979, Dee Dee Bridgewater a enregistré sa version de It's the Falling in Love qui est incluse dans son album Bad for Me de 1979. Samantha Sang (en), chanteuse mentorée par les Bee Gees, a également sortie sa propre version de cette chanson en 1979, qui est maintenant disponible seulement en Australie sur sa compilation The Ultimate Collection.
En 1980, Dionne Warwick a également enregistré sa version de la chanson pour son album No Night So Long, sorti en 1980.